# Lukavec u Hořic
Obec Lukavec u Hořic se nachází v okrese Jičín, kraj Královéhradecký. Leží asi 4 km severně od města Hořice a 4 km jihovýchodně od města Lázně Bělohrad. Žije zde 329 obyvatel. K Lukavci patří také na západě osada Černín a na východě osada Dobeš. Protéká jím Lukavecký potok, přítok řeky Javorky, a probíhá tudy silnice II/501.

## Historie
První písemná zmínka o obci pochází z roku 1440. Původně šlo o bývalou tvrz, sídlo Lukaveckých z Lukavce. Jan (1543), poslední z nich, zanechal jen dcery a po nich Lukavec kolem roku 1550 převzal Adam Karlík z Nežetic († 1590). Po něm byl prodán Stařimským z Libštejna. Roku 1692 Ferdinand Antonín Mladota ze Solopisk prodal Lukavec Pertoldovi hraběti z Valdštejna, který jej připojil k Bělohradu. V letech 1869–1890 byl začleněn ještě pod názvem Lukavec jako obec do okresu Hradec Králové, v letech 1900–1930 náležel do okresu Nová Paka, v roce 1950 byl v okrese Hořice a od roku 1961 patří do okresu Jičín.

## Obyvatelstvo
|      | Lukavec u Hořic | Černín | Dobeš | Lukavec u Hořic (celá obec) | Zdroj                    |
| ---- | --------------- | ------ | ----- | --------------------------- | ------------------------ |
| 1869 | 662             | 110    | 143   | 915                         | [ 4 ] [ 8 ] [ 9 ] [ 10 ] |
| 1900 | 617             | 95     | 106   | 818                         | [ 10 ]                   |
| 1950 | 319             | 44     | 62    | 425                         | [ 4 ] [ 8 ] [ 9 ] [ 10 ] |
| 1980 | 200             | 36     | 31    | 267                         | [ 4 ] [ 8 ] [ 9 ] [ 10 ] |
| 2001 | 204             | 18     | 29    | 251                         | [ 10 ]                   |

## Části obce
- Lukavec u Hořic – první písemná zmínka v roce 1440.[4]
- Černín – první písemná zmínka v roce 1250.[8]
- Dobeš – první písemná zmínka v roce 1359.[9]